# Règne animal (roman)
Pour les articles homonymes, voir Règne animal (Cuvier).
Règne animal est un roman de Jean-Baptiste Del Amo publié le 18 août 2016 aux éditions Gallimard et lauréat du prix du Livre Inter, du prix des libraires de Nancy – Le Point ainsi que du prix Valery-Larbaud l'année suivante.
Il présente l'histoire sur cinq générations d’une petite exploitation familiale marquée par la misère au début du XXe siècle et devenant un élevage industriel porcin. L’auteur explore les origines de cette violence moderne en décrivant la vie à la ferme des ascendants.

## Résumé
Le roman est organisé en deux époques. Au début du siècle, les deux premières parties décrivent l'enfance d'Éléonore jusqu’à la naissance de son fils Henri ; à la fin du siècle, les deux suivantes décrivent la vie de Henri et de sa descendance. 

### Cette sale terre (1898-1914)
Dans une petite ferme de Puy-Larroque (village fictif situé dans le Gers), on assiste à l'enfance d'Éléonore, enfant unique d’un père taiseux dont elle cherche le contact, et de sa femme acariâtre qui n'est désignée que comme « la génitrice ». Le narrateur décrit la difficulté des travaux de ferme, la décrépitude du père atteint aux poumons, la bigoterie de la mère. Des souvenirs racontent le mariage des parents et les deux fausses-couches de la génitrice. Les relations avec le village sont limitées aux évènements, souvent tragiques.
Ils accueillent Marcel, un cousin éloigné avec qui Éléonore développe une complicité mutique. Il seconde le père trop faible, qui finit par mourir après une longue agonie.

### Post tenebras lux(1914-1917)
Marcel a repris la gestion de la ferme quand éclate la Grande Guerre. Marcel est mobilisé et envoyé au front. Éléonore et la veuve font tourner la ferme en l'absence des hommes. Marcel n'envoie aucune nouvelle et Éléonore le croit mort. Marcel revient finalement, gueule cassée parmi tant d'autres. La complicité se transforme en attraction, Éléonore tombe enceinte, ils se marient et elle donne naissance à un garçon qu'ils nomment Henri. La veuve perd la tête et se noie dans le puits de la cour. Son corps est retrouvé après trois semaines de recherches.
En rangeant les affaires de la génitrice, ils découvrent une cachette contenant des poignées de pièces dont quelques pièces d'or, ponctionnée par la veuve pour les mauvais jours. Ils achètent alors la maison et ses sept hectares de terres, ainsi que des bêtes dont un verrat Large white et deux jeunes truies.

### La harde (1981)
La ferme est devenue un élevage porcin de type intensif, menée d'une main de fer par Henri aidé de ses deux fils : Serge est alcoolique mais besogneux, Joël le cadet est effacé. Éléonore vit toujours dans l'ancienne maison parmi ses chats. Élise, la femme d'Henri, est décédée en donnant naissance à Joël. Henri se fait diagnostiquer un lymphome qu'il cache à ses proches et refuse de soigner. La ferme accueille aussi Catherine, la femme de Serge, victime d'une grave dépression qui la laisse amorphe, et ses deux enfants Julie-Marie et Jérôme. Gabrielle la sœur de Catherine est venue se réfugier avec ses jumeaux pour fuir son mari, et s'occupe des soins de Catherine en échange.
Jérôme est un enfant mutique et incompris, que l'on suit dans ses pérégrinations dans les terres de l'exploitation, et autour de l'église de village. Il ressent un désir incestueux pour sa sœur. Il recherche la présence des bêtes.
Un jour, le meilleur reproducteur de l'exploitation surnommé La Bête s'échappe. Après des semaines de recherches vaines, Henri découvre une parcelle ravagée. Il est persuadé que les dégâts ont été causés par La Bête.

### L'effondrement (1981)
Henri repart à sa recherche jusqu'à faire un malaise dans un champ, et meurt finalement à l'hôpital. Serge est touché par son décès et se réfugie dans l'alcool. Julie-Marie se met à fréquenter les garçons du village et pratique des fellations contre de petites gratifications. Catherine se réveille une nuit et s'enfuit de la ferme, comme elle l'a toujours désiré. Joël tente de gérer seul l'exploitation, touché par des pertes suspectes. Une épidémie de brucellose est déclarée. Il préfère mettre le feu à l'exploitation.
Jérôme est insensible aux évènements, il est jaloux de sa sœur. Il ne comprend pas les notions de bien et de mal, au prisme des travaux d'élevage. Il se réfugie chez son arrière-grand-mère Éléonore qui le recueille.
Un épilogue raconte les premiers jours de liberté de La Bête après son évasion.

## Accueil critique
Le roman reçoit le 5 juin 2017 – dès le deuxième tour de scrutin par dix-sept voix sur vingt-quatre jurés – le prix du Livre Inter décerné par un jury présidé cette année-là par Élisabeth Badinter,.

## Éditions et traductions
- Éditions Gallimard, 2016  (ISBN 9782070179695)[1]
- Éditions Gallimard, coll. « Folio », 2018  (ISBN 978-2072763533), 496 p.
- (de) Tierreich, trad. Karin Uttendörfer, éditions Matthes & Seitz, Berlin, 2019  (ISBN 978-3957576866)
- (it) Regno animale, trad. Margherita Botto, coll. « Bloom », éditions Neri Pozza, 2017  (ISBN 978-8854514829), 408 p.
- (es) Reino animal, trad. Lydia Vázquez Jiménez, éditions Cabaret Voltaire, 2017  (ISBN 978-8494710827), 512 p.
- (en) Animalia, trad. Frank Wynne, éditions Black Cat, 2019  (ISBN 978-0802147578), 432 p. – Prix Republic of Consciousness 2020